# Niclas Kindvall
Niclas Kindvall (Rotterdam, 19 februari 1967) is een voormalig Zweeds voetballer, die uitkwam voor AIK, IFK Norrköping, Hamburger SV en Malmö FF. Hij is de zoon van o.a. voormalig voetballer Ove Kindvall. Kindvall werd in 1967 geboren in de Nederlandse stad Rotterdam, omdat zijn ouders daar woonden vanwege het werk van zijn vader bij Feyenoord.

## Erelijst
- Topscorer Allsvenskan: 1993/94 (23 doelpunten)